# Le Pays natal
Le Pays natal ou Rodina (en russe : Родина) est un tableau paysager du peintre russe Nikolaï Doubovskoï (1859-1918), achevé en 1905. Il fait partie des collections du musée des beaux-art Mikhaïl Vroubel à Omsk en Russie (à l'inventaire sous no  Жр-199). Ses dimensions sont de 165 × 275 cm.
Les historiens d'art considèrent que Doubovskoï a réalisé ce tableau durant les années 1903-1904,, mais la date de la fin de son travail correspond à l'année 1905, suivant celle figurant à côté de la signature, sous le coin droit du tableau. La toile a été présentée lors de la 33e exposition des Ambulants, qui s'est ouverte en février 1905 à Saint-Pétersbourg, puis s'est déplacée à Moscou au mois d'avril. Le tableau Le Pays natal a été acquis par l'Académie russe des Beaux-Arts pour le prix de 4 000 roubles. En 1911, la toile a été exposée avec beaucoup de succès à l'Exposition internationale des arts (en) à Rome,. Le peintre Ilia Répine, qui se trouvait à Rome à cette époque, a estimé que le tableau de Doubovskoï était le meilleur tableau paysager de toute l'exposition,,.
Le tableau Le Pays natal ainsi que le tableau précédent du peintre, Sur la Volga (1892, Galerie Tretiakov), sont parmi les grandes œuvres épiques de Nikolaï Doubovskoï. Le critique d'art Vladislav Zimenko (ru) écrit à propos de cette toile Le Pays natal qu'elle se distingue par « la magnificence, la maîtrise, la profondeur et la clarté de l'image », mais remarque aussi que « cette profondeur, réalisée avec maîtrise et assurance, est riche grâce aux couleurs choisies et complexe du fait des émotions qu'elle génère ». Selon les propos de Tamara Iourova, ce tableau est devenu « comme une conclusion de l'œuvre du peintre », dans la mesure où celui-ci n'a plus réussi à créer des toiles d'une telle importance dans la suite de sa carrière.

## Histoire
Les débuts de Nikolaï Doubovskoï aux expositions des Ambulants datent de 1884, lors de la deuxième exposition, où il expose sa toile L'Hiver. Après cette première, toutes ses toiles ont été présentées lors des expositions des Ambulants. En 1886, il est admis dans cette société des Ambulants dont il est devenu quelques années plus tard une des figures les plus actives,. Sa toile la plus réputée, Silence, est exposée lors de la 18e exposition en février 1890 à Saint-Pétersbourg,,. En 1898, l'Académie russe des Beaux-Arts accorde à Doubovskoï le titre d'académicien de peinture de paysage, et, en 1900, il est reconnu membre à part entière de cette même académie,,.

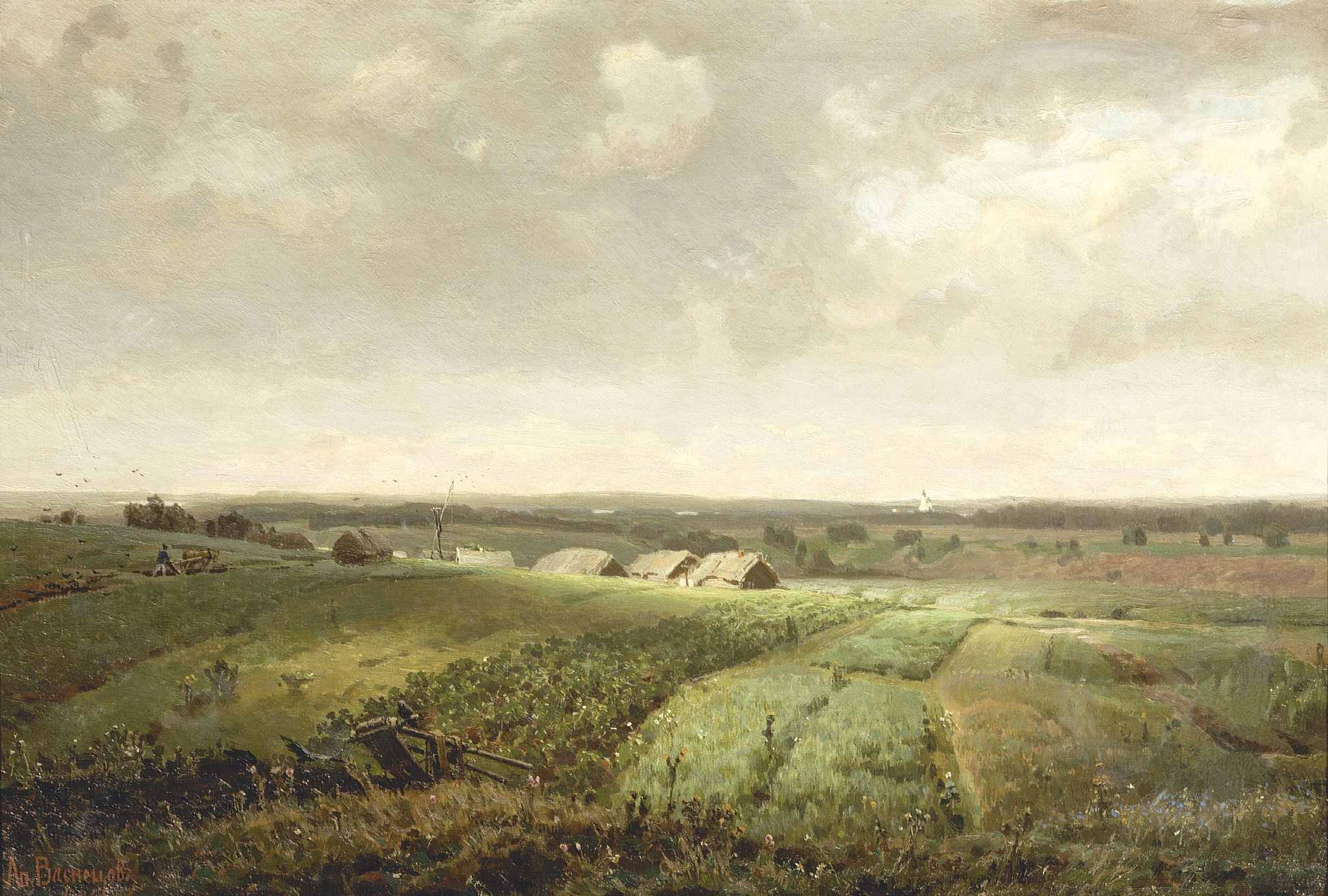
Apollinaire VasnetsovLe Pays natal ou La Patrie (toile, huile,, 1886, Galerie Tretiakov).

Les critiques d'art pensent que Doubovskoï a travaillé à cette toile Le Pays natal durant les années 1903-1904,,. La fin de l'exécution du travail date de l'année 1905, comme il est indiqué de la main de l'auteur dans le coin inférieur droit de la toile : Н. Дубовской 1905. La même date figure dans le catalogue du Musée d'art figuratif de l'oblast d'Omsk Mikhaïl Vroubel (ru). Les historiens d'art considèrent que les tableaux précurseurs de cette création sont diverses œuvres antérieures de Doubovskoï parmi lesquelles La Terre (exposée lors de la 22e exposition des Ambulants en 1894), La Moisson (1898), Après l'averse et Labour (1900),. Une étape importante dans la conception de cette toile est l'autre toile homonyme de Doubovskoï, Le Pays natal, qui date de 1892 et est conservée à la Galerie d'art de la Fondation des générations de Khanty-Mansiisk (toile, huile,162 × 143 cm). Doubovskoï a aussi pu être influencé par la toile du même nom (Le Pays natal ou La Patrie) d'Apollinaire Vasnetsov, réalisée en 1886 et conservée à la Galerie Tretiakov (toile, huile, 49 × 73 cm, à l'inventaire sous le n° 967). Parmi les croquis réalisés par Doubovskoï durant son travail sur Le Pays natal, il en est un qui est conservé au Musée des arts figuratifs de Nijni Taguil (ru) intitulé Avant l'orage (toile, huile, 63 × 88 cm, sous n° d'inventaire Ж-747), et qui provient en 1989 du Musée russe,,.

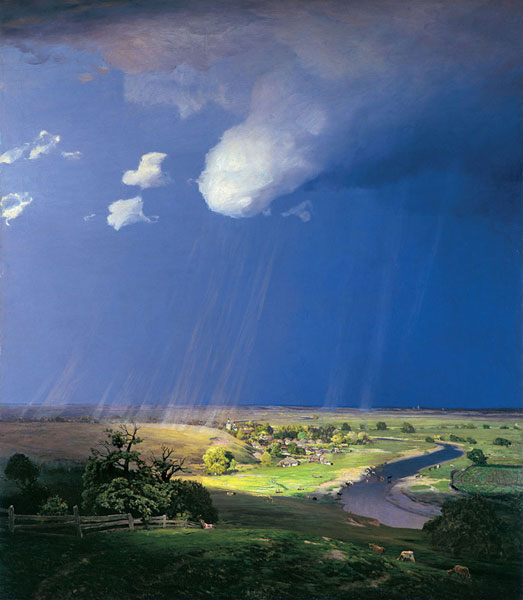
N. Doubovskoï, Le Pays natal(toile, huile,, 1892, Galerie d'art du Fond des générations, Khanty-Mansiisk).

Le peintre Iakov Mintchenkov raconte dans ses mémoires un incident qui s'est produit lors de la création de la toile Le Pays natal un jour qu'il était en visite amicale chez Doubovskoï. La toile était presque achevée et il ne restait plus qu'à ajouter un bœuf avec un laboureur. Dans la soirée, alors que Mintchenkov prend le thé avec Doubovskoï et sa famille, le jeune fils du peintre, Sergueï, se faufile dans l'atelier. Il trouve la palette garnie de couleurs et décide de « corriger » le tableau de son père. Il lui semble que pour un tableau d'une telle dimension les deux corbeaux qui y figurent sont trop petits et commence à peindre des taches de couleur noire sur toute la toile. Après le thé, la sœur de Doubovskoï va jeter un coup d'œil à l'atelier et en revient horrifiée. Il semble qu'il a fallu beaucoup de travail à l'artiste pour débarrasser la toile des taches noires appliquées par son fils.
La toile Le Pays natal a été présentée lors de la 33e exposition des Ambulants,, qui a eu lieu en février 1905 dans les bâtiments de la Société impériale d'encouragement des beaux-arts à Saint-Pétersbourg. En avril de la même année 1905, l'exposition s'est déplacée à Moscou, où elle s'est déroulée à l'École de peinture, de sculpture et d'architecture de Moscou. La toile de Doubovskoï a attiré du monde et a été hautement appréciée. Suivant l'avis de Faïna Maltseva, c'est grâce au fait que, « par son réalisme et la puissance de l'image, elle réveillait le sentiment de l'amour pour la patrie chez les spectateurs ».

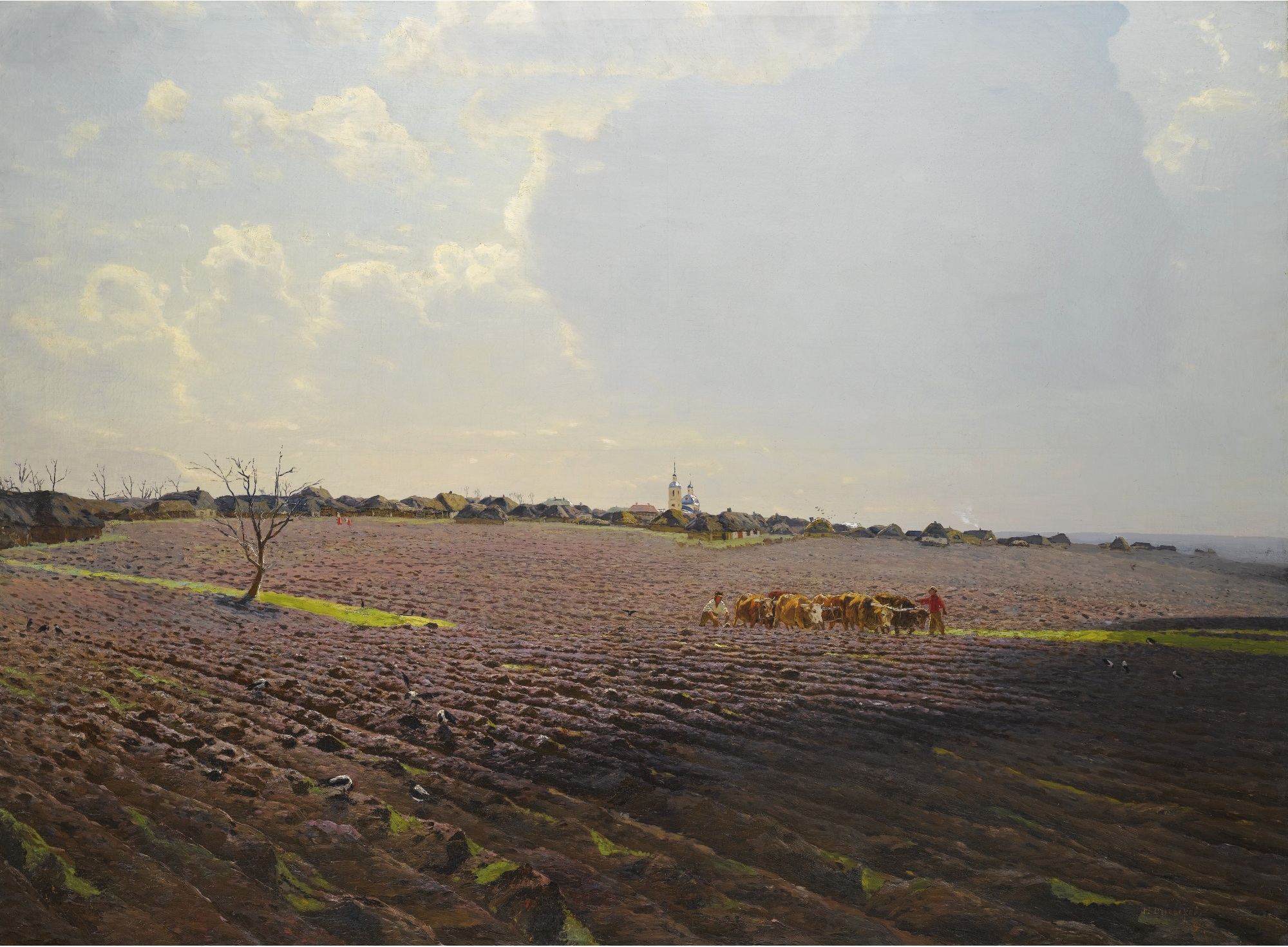
Nikolaï Doubovskoï. La Terre (toile, huile,, 1894, collection privée).

Le tableau Le Pays natal a été acquis par le musée de l'Académie russe des Beaux-Arts pour le prix de 4 000 roubles. En 1911, la toile a eu un grand succès lors de l'Exposition internationale des arts à Rome,, où on l'a apprécié « au nombre des meilleures œuvres de l'école russe de peinture ». Le peintre Ilia Répine, qui se trouvait à Rome à l'époque de cette exposition, a hautement apprécié la toile de Doubovskoï, la considérant comme le meilleur tableau paysager exposé,,. Selon le critique d'art Vladislav Zimenko, le tableau Le Pays natal « régnait en maître lors de cette exposition au milieu des paysages contemporains en provenance du monde entier ».
En 1925, le tableau est transféré du musée de l'Académie des Beaux-Arts au département d'art du musée historique régional d'Omsk (ru), musée sur base duquel a ensuite été créé le musée régional des beaux-arts d'Omsk aujourd'hui appelé musée Mikhaïl Vroubel,. Environ 150 tableaux ont été transférés en 1925 du musée central à celui d'Omsk. Parmi ces tableaux se trouvait également celui de Dobouvskoï intitulé Coucher de soleil (en russe : Zakat) (toile, huile, 105 × 130 cm, 1903, à l'inventaire sous n° Жр-200). Le tableau Le Pays natal a encore été exposé à l'exposition des œuvres de Doubovskoï qui s'est tenue en 1938 au Musée russe à Leningrad, à l'occasion du 20e anniversaire de la mort de l'artiste,. La toile a été restaurée à plusieurs reprises : en 1958, en 1973, en 1988 et en 2012.

## Description

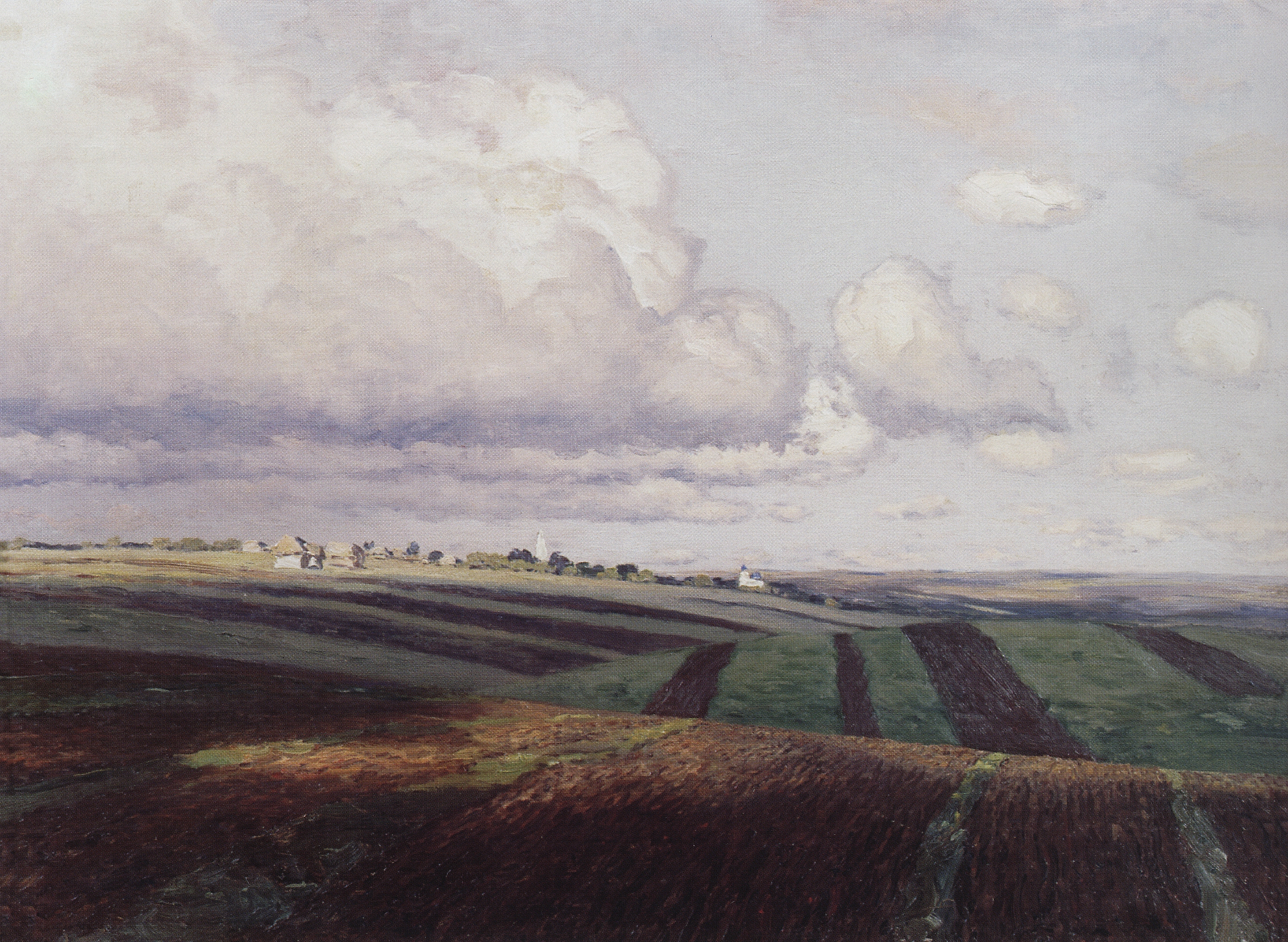
N. Doubovskoï, Avant l'orage (toile, huile,, 1903-1904, Musée des arts figuratifs de Nijni Taguil)

Comme beaucoup d'œuvres de Doubovskoï, le tableau Rodina, Le Pays natal se distingue par la simplicité de sa composition. Il représente une large étendue de champs. Le paysage est présenté de haut, comme si la vue était prise à vol d'oiseau, ce qui donne au peintre la possibilité d'augmenter considérablement son angle de vue. De grands nuages parcourent le ciel et leurs ombres recouvrent çà et là la surface vallonnée de la terre.
Au premier plan, sur une parcelle de terre à labourer, des bœufs tirent une charrue suivis d'un paysan. Le peintre transmet l'impression d'immensité des champs notamment grâce aux bandes de couleurs alternées vertes et noires qui filent jusqu'à l'horizon. Au loin, on aperçoit les petites maisons de villages au-dessus desquels volent des oiseaux noirs. De grandes parties des surfaces de la terre sont recouvertes par l'ombre des nuages qui vient assombrir la couleur verte des terres non labourées. L'arrière-plan est éclairé par le soleil, ce qui permet de renforcer l'image de la distance infinie. La richesse et la sonorité du tableau provient du choix alterné des zones éclairées et ombragées et des zones déjà labourées de celles recouvertes de verdure. L'effet d'éclairage « apporte au paysage un aspect décoratif qui ne diminue pas l'expressivité plastique de l'ensemble et renforce l'orchestration large et puissante des couleurs ».

## Critiques
L'artiste Ilia Répine se trouvait à Rome lors de l'Exposition internationale des arts (en) durant laquelle la toile Le Pays natal était exposée. Il décrit ainsi ses impressions dans une lettre à Doubovskoï du 30 avril 1911 : « Ah quelle affaire ! C'est le meilleur paysage de toute l'exposition mondiale de Rome ! Vous, Nikolaï Nikanorovitch Dobouvskoï, je vous félicite tout particulièrement ! Vous n'avez jamais encore été si remarquable, si puissant. C'est une toile originale, vivante et superbe !!! »,,. Dans ses Souvenirs des Ambulants, le peintre Iakov Mintchenkov écrit que dans le tableau Le Pays natal, Dobouvskoï entonne à nouveau un chant sur la terre natale, avec ses longues bandes de terres cultivées et ses villages à l'abandon au loin, et tout cela dans un large espace ouvert, sous les nuages d'automne, dont les ombres font planer la tristesse et la mélancolie.
Le critique d'art Vladislav Zimenko écrit que les œuvres de Doubovskoï des années 1900, et en particulier Le Pays natal, se distinguent par « leur beauté, la maîtrise de leur auteur, la profondeur et la luminosité de leur image ». En parlant de la toile Le Pays natal, Zimenko fait observer que « c'est une toile profonde, réalisée avec assurance, riche en couleurs, à la composition complexe et au sujet plein d'émotions ». Le travail du peintre exprime « un sentiment de joie et de fierté devant l'immensité et la richesse de la terre natale ». Mais en même temps, on peut remarquer aussi que la toile suscite « de tristes réflexions à propos du sort d'un pays dont le peuple vit dans une pauvreté flagrante et ne connaît que le dur labeur ».
La critique d'art Tamara Yourova parle du tableau Le Pays natal de Doubovskoï comme d'une « réussite dans lequel le peintre parvient à exprimer les meilleurs côtés de son talent et qui est une synthèse de ses réalisations antérieures de peintures de paysages russes ». Dans cette toile sont incarnées les réflexions de Doubovskoï sur la vie et le travail des hommes, et aussi sur la terre sur laquelle ils travaillent. Selon Yourova, « les observations que Doubovskoï a faites dans ses toiles précédentes trouvent dans Le Pays natal un sens philosophique plus général et une approche analytique de la nature plus profonde ». Pour la critique, cette toile représente le résultat le plus accompli de toute son œuvre, dans la mesure où durant les années qui ont suivi Doubovskoï n'a plus réussi à créer de tableaux aussi importants.
Faïna Maltseva, critique d'art, considère Le Pays natal comme le tableau le plus intéressant de Doubovskoï du début des années 1900. Il achève un cycle débuté dans les années 1890, qui est une période des plus chargées quant au travail et aux œeuvres produites par l'artiste. Selon Maltseva, le peintre a réussi dans cette toile à « transmettre avec une grande force réaliste, l'aspect grandiose de l'espace des champs avec les villages dispersés parmi eux ». Il a aussi réussi à généraliser les réalisations antérieures portant sur les mêmes sujets : les paysages de champs,,.